# Stefka István
Stefka István (Budapest, 1943. június 8. –) Táncsics Mihály-díjas magyar újságíró, lapigazgató, címzetes egyetemi docens.

## Életpályája
Magyar–történelem szakos középiskolai tanári diplomáját a Szegedi Tanárképző Főiskolán, majd az Eötvös Loránd Tudományegyetemen szerezte. 1972–1993 között a Magyar Rádió munkatársa volt, a Napközben című szolgáltató, közéleti műsor rovatvezetője. 
1975-től dolgozott a Magyar Televízióban is. 1982-ben belügyi tudósítóként állami kitüntetést kapott Horváth István belügyminisztertől. Szintén 1982-ben jelent meg Hol a haza? című riportkötete, amely, fülszövege szerint, a "lenini alapelveken nyugvó mintaszerű magyarországi nemzetiségi politika elismerő számvetése". 
1990-től 1994-ig  a Híradó és A Hét című műsor műsorvezetője és szerkesztője, majd 1993–94-ben főszerkesztő-helyettese és főszerkesztője. Ez a Hét című hetilap társfőszerkesztője, majd 1997-től 2007-ig a Napi Magyarország és a Magyar Nemzet napilapok főmunkatársa. Az Echo TV híradójának főszerkesztője és 2009–2014 között a Magyar Hírlap főszerkesztője volt. A PestiSrácok.hu című portál lapigazgatója. A MÚK, a Magyar Újságírók Közösségének egyik alapítója, több kötet szerzője.
A Pázmány Péter Katolikus Egyetem címzetes docense.

## Díjai és elismerései
- Rádiókritikusok Díja (1982)
- Szocialista Kultúráért (1984)[9]
- Rádiókritikusok Díja (1985)
- Szellemi Honvédelem Sajtódíj (2005)
- A Magyar Köztársasági Érdemrend lovagkeresztje (2011)
- Pesti Srác Díj (2014)
- Táncsics Mihály-díj (2021)[10]
- Mikszáth Kálmán-díj (2022)[11]